# Шертлифф, Питер
Питер Эндрю Шертлифф (англ. Peter Andrew Shirtliff; 6 апреля 1961, Хойланд, Барнсли, Англия) — английский футболист, играющий на позиции защитника, тренер.

## Карьера
Шертлифф родился в Хойланде, недалеко от Барнсли. Он начал свою футбольную карьеру в «Шеффилд Уэнсдей». Шертлифф играл за клуб дважды в карьере. В первое пребывание в клубе он добился повышения в первый дивизион в сезоне 1983/84, а во второй период: занял третье место в первом дивизионе в сезоне 1991/92, медали Кубка Лиги в 1991 году. Тем не менее, он пропустил Кубок Англии 1993 года и финал кубка Английской Ассоциации по причине сломанной руки. Он сыграл более 350 игр за клуб во всех соревнованиях. Впервые, он покинул Шеффилд, в 1986 году, и присоединился к Чарльтон Атлетик, где его два гола на последних десяти минутах сохранили клубу прописку в первом дивизионе в сезоне 1986/87, в матче против «Лидса». Он также играл за «Вулверхэмптон Уондерерс» и «Карлайл Юнайтед».